# Quadrigyrus torquatus
Quadrigyrus torquatus är en hakmaskart som beskrevs av Van Cleave 1920. Quadrigyrus torquatus ingår i släktet Quadrigyrus och familjen Quadrigyridae. Inga underarter finns listade i Catalogue of Life.